# Dům U Černého medvěda (Týn)
Dům U Černého medvěda je dům čp. 642/6 v Týnu na Starém Městě v Praze v historickém areálu Ungeltu, který svou zadní částí zasahuje také do Štupartské ulice (č. 5). Stojí vedle domu U Modrého orla, při Štupartské ulici k němu přiléhá také Dům Šviků z Lukonos.
První zmínka o domu je z roku 1428, dnešní půdorys původně protínala hradba Týna (při archeologickém průzkumu byly objeveny i zbytky příkopu a palisády) a jeden dům stál vně a druhý uvnitř. Tyto dva domy byly již ve středověky spojeny. V době renesance bylo přestavěno hlavní průčelí v přízemí a nově vybudováno v prvním patře. Po požáru Prahy v roce 1689 byl dům přestavěn barokně, další barokní přestavbou prošel v roce 1718. V roce 1915 byl zrušen vstup ze Štupartské ulice. V 80. letech 20. století byl dům upravován pro hotel, kolaudován byl v roce 1984.
Průčelí do Týna je zdobeno sochami sv. Leopolda (vpravo) a sv. Floriána (vlevo). Bývala zde také socha sv. Jana Nepomuckého. Ve vrcholu tympanonu je busta Karla VI.